# 리처드 코일
리처드 코일(Richard Coyle, 1972년 2월 27일 ~ )는 영국의 배우이다.

## TV 드라마
- 더 컬렉션 (2016) - 폴 역
- 크로스본즈 (2014) Crossbones - 톰 로우 역
- 판타스틱 우체국 (2010) Going Postal - 립위그 역
- 로나둔 (2000) Lorna Doone - 존 리드 역
- 커플링 (2000) Coupling - 제프 머독 역

## 영화
- 신비한 동물들과 덤블도어의 비밀 (2022) Fantastic Beasts: The Secrets of Dumbledore - 애버포스 덤블도어 역
- 푸드 가이드 투 러브 (2013) Food Guide To Love - 올리버 역
- 그래버스 (2013) Grabbers - 가르다 클라란 오세아 역
- 푸셔 (2012) Pusher - 프랭크 역
- 판타스틱 우체국 (2010) Going Postal - 모이스트 본 립위그 역
- 페르시아의 왕자 (2010) Prince Of Persia, The Sands Of Time - 터스 왕자 역